# بروس رابرتسون (قایقران روئینگ)
بروس رابرتسون (انگلیسی: Bruce Robertson؛ زادهٔ ۱۷ ژوئن ۱۹۶۲) قایقران روئینگ اهل کانادا بود.